# 泥鳅单极虫
泥鳅单极虫（学名：Thelohanellus misgurni）为单极科单极虫属的动物。分布于日本、俄罗斯以及广东、辽宁、江苏、四川等，营寄生生活，寄生在鳃、肾、唇须、脾、体肌、肝（鲮、泥鳅）、胃（红尾泥鳅）、体表（虾虎）。